# Alto basso fragile
Alto basso fragile (Haut bas fragile) è un film del 1995 diretto da Jacques Rivette.